# Crnča (Derventa)
Pour les articles homonymes, voir Crnča.
Crnča (en serbe cyrillique : Црнча) est un village de Bosnie-Herzégovine. Il est situé dans la municipalité de Derventa et dans la république serbe de Bosnie. Selon les premiers résultats du recensement bosnien de 2013, il compte 775 habitants.

## Démographie

### Évolution historique de la population dans la localité
| 1948 | 1953 | 1961  | 1971  | 1981  | 1991  | 2013 |
| ---- | ---- | ----- | ----- | ----- | ----- | ---- |
| -    | -    | 1 045 | 1 165 | 1 154 | 1 019 | 775  |

|  |